# Белоцерковец, Владимир Сергеевич
Владимир Сергеевич Белоцерковец (укр. Володимир Сергійович Білоцерковець; 22 января 2000, Голая Пристань, Херсонская область — 6 августа 2025) — украинский футболист, полузащитник. В Премьер-лиге Украины защищал цвета «Зари» и «Ингульца», провёл более 30 матчей на этом уровне.

## Биография
Родился 22 января 2000 года в городе Голая Пристань Херсонской области. В детско-юношеской футбольной лиге Украины выступал за харьковский «Металлист» (2013—2017).
Летом 2017 года перешёл в стан луганской «Зари». В сезоне 2017/18 начал выступать в чемпионатах Украины среди юношеских и молодёжных команд. Дебют в основном составе «Зари» состоялся 16 июля 2020 года в матче чемпионата Украины против киевского «Динамо» (1:3).
Для приобретения игровой практики Белоцерковец в сентябре 2020 года был отдан в аренду в «Ингулец», который вышел Премьер-лигу Украины, а следующем сезоне — в запорожский «Металлург» из Второй лиги.
Летом 2022 года стал полноценным игроком «Металлурга» из Запорожья, выступавшем в Первой лиге, где играл на протяжении полутора года.
В марте 2024 года он подписал контракт с «Ингульцом», вместе с которым добился выхода в УПЛ. После возвращения в «Зарю» в январе 2025 года, Белоцерковец провёл 11 матчей во второй части сезона 2024/25. Летом того же года находился с луганчанами на сборах в Словении.
6 августа 2025 года в 10:34 издание Sport.ua сообщило, что Владимир Белоцерковец восстановился после травмы голеностопа. Однако уже в 12:53 того же дня на официальном сайте клуба появилась информация о смерти  футболиста.

## Достижения
«Ингулец»
- Победитель Первой лиги Украины: 2023/24

## Статистика
| Сезон   | Клуб                  | Лига                 | Чемпионат | Чемпионат | Кубок | Кубок | U-21 | U-21 | U-19 | U-19 |
| Сезон   | Клуб                  | Лига                 | Игры      | Голы      | Игры  | Голы  | Игры | Голы | Игры | Голы |
| ------- | --------------------- | -------------------- | --------- | --------- | ----- | ----- | ---- | ---- | ---- | ---- |
| 2017/18 | Заря (Луганск)        | Премьер-лига Украины | 0         | 0         | 0     | 0     | 6    | 1    | 24   | 4    |
| 2018/19 | Заря (Луганск)        | Премьер-лига Украины | 0         | 0         | 0     | 0     | 11   | 2    | 24   | 3    |
| 2019/20 | Заря (Луганск)        | Премьер-лига Украины | 1         | 0         | 0     | 0     | 16   | 7    | —    | —    |
| 2020/21 | Заря (Луганск)        | Премьер-лига Украины | 0         | 0         | 0     | 0     | 1    | 0    | —    | —    |
| 2020/21 | Ингулец               | Премьер-лига Украины | 6         | 0         | 1     | 0     | 6    | 2    | —    | —    |
| 2021/22 | Металлург (Запорожье) | Вторая лига Украины  | 16        | 1         | 2     | 0     | —    | —    | —    | —    |
| 2022/23 | Металлург (Запорожье) | Первая лига Украины  | 24        | 1         | 0     | 0     | —    | —    | —    | —    |
| 2023/24 | Металлург (Запорожье) | Первая лига Украины  | 18        | 0         | 1     | 0     | —    | —    | —    | —    |
| 2023/24 | Ингулец               | Первая лига Украины  | 9         | 1         | —     | —     | —    | —    | —    | —    |
| 2024/25 | Ингулец               | Премьер-лига Украины | 16        | 2         | 1     | 0     | —    | —    | —    | —    |
| 2024/25 | Заря (Луганск)        | Премьер-лига Украины | 11        | 0         | —     | —     | —    | —    | —    | —    |